# Schweizer Parlamentswahlen 1955/Resultate Nationalratswahlen
Die Nationalratswahlen der 35. Legislaturperiode fanden am 30. Oktober 1955 statt. Auf dieser Seite findet sich eine Übersicht über die Resultate in den Kantonen (Parteien, Stimmen, Wähleranteil, Sitze, Gewählte).